# Otto Quellhorst
Otto Quellhorst (* 22. August 1895 in Nienburg/Weser; † 16. April 1962 in Visselhövede) war ein deutscher Politiker (SPD) und Mitglied des Ernannten Niedersächsischen Landtages.
Otto Quellhorst war von Beruf Maurer; er wurde später Geschäftsführer. In Visselhövede erlangte er das Amt des Bürgermeisters. 
Vom 9. Dezember 1946 bis 28. März 1947 wurde er Mitglied des ernannten Niedersächsischen Landtages.